# Stepanivka, Ivankiv
Stepanivka (în ucraineană Степанівка) este un sat în comuna Orane din raionul Ivankiv, regiunea Kiev, Ucraina.

## Demografie
Componența lingvistică a localității Stepanivka
     Ucraineană (81,82%)
     Rusă (18,18%)
Conform recensământului din 2001, majoritatea populației localității Stepanivka era vorbitoare de ucraineană (81,82%), existând în minoritate și vorbitori de rusă (18,18%).